# عبد الرحمن الكمالي
الشيخ العلامة عبد الرحمن بن أحمد بن يحيى بن محمد بن كمال الكمالي (1299ـ1378هـ /1881-1959م) شيخ وعالم و شاعر عماني من أهل السنة والجماعة.

## اسمه الكامل وأسرته
هو أبو عبد القادر، عبد الرحمن بن أحمد بن يحيى بن محمد بن كمال بن أحمد بن شمس الدين بن نور الدين بن سعيد بن عبد الرحمن الحجازي ، وسميت العائلة بالكمالي نسبة إلى جد العائلة كمال بن أحمد، ويلقبه أهل عُمان بالشيخ الولي أو عبد الرحمن الكبير، والكبير نظراً لتشابه الاسم بين الشيخ عبد الرحمن بن أحمد بن يحيى الكمالي، والشيخ عبد الرحمن بن أحمد بن محمد بن عبد الرحمن بن يحيى الكمالي (أمام مسجد الجهراء القديم في الكويت) وهو من أبناء عمومته، كما كان يعرفه البعض باسم عبد الرحمن بن يحيى نسبة لجَدّه الشيخ يحيى بن محمد بن كمال.
ينتمي إلى أسرة علمية عريقة عُرفت بالاشتغال بالعلم الشرعي وخدمة الدعوة، وبرز منهم العديد من شيوخ العلم فكان لهم أثر في مجال الإفتاء والقضاء والتعليم الشرعي، وقد أسس أجداده عدة مدارس دينية، تُعرف باسم المدرسة الكمالية، في كل من خصب و  صحار وجزيرة القسم.
والده:الشيخ القاضي:أحمد بن يحيى بن محمد، قاضي الباطنة، ومؤسس المدرسة الكمالية فرع فلج القبائل.
جَدّه:الشيخ القاضي:يحيى بن محمد بن كمال، قاضي خصب والجزيرة، وشيخ المدرسة الكمالية في خصب والجزيرة.
جد والده:الشيخ القاضي:محمد بن كمال بن أحمد، قاضي خصب والجزيرة، ومؤسس المدرسة الكمالية في خصب والجزيرة.
والدته:السيدة خديجة بنت السيد يوسف القتالي الحسيني الهاشمي، وهي من ذرية أبو الفضل محمد سيف الله القتال، والمتصل نسبه إلى الحسين السبط بن أمير المؤمنين علي بن أبي طالب رضي الله عنه.
ابنه:القاضي الشيخ عبد القادر بن عبد الرحمن الكمالي، و ينوب بالقضاء بخصب عند غياب قاضيها

## نسبه
هاجر جد الكمالين الشيخ عبد الرحمن الحجازي من الحجاز إلى بغداد ومن ثم إلى عمان وبتحديد إلى بلدة بخا التابعة لمحافظة (مسندم) ومكث بها سنين عديدة، ثم انتقل إلى الجزيرة التي كانت حينئذ تابعة لسلطنة عمان.
نسبه وفي ذلك قولين:
القول الأول: ان نسبه قرشي ويرجع إلى الصحابي الجليل و احد المبشرين بالجنة عبد الرحمن بن عوف رضي الله عنه، هذا ماتوارثته الأسرة عبر الأجيال شفوياً.
القول الثاني: انه سليل الصحابي الجليل عمرو بن عوف رضي الله عنه من الخزرج الأنصار، ويُستند في هذا القول إلى ماذكره الشيخ محمد بن أحمد بن حسن بن محمد الخزرجي (وزير العدل والشؤون الإسلامية والأوقاف السابق في دولة الإمارات العربية المتحدة)،حيث أن فاطمة بنت أحمد بن عبد الله بن محمد بن كمال، هي والدة جَدّه(الشيخ حسن الخزرجي) و تنتمي إلى عائلة آل كمال، ويُستدل بذلك على وجود صلة نسب بين العائلتين.

## نشأته العلمية
نشأ في بيئة علمية منذ صغرة حيث تلقى مبادئ العلوم الشرعية بدايةً من والده الشيخ القاضي أحمد بن يحيى الكمالي و والدته السيدة خديجة بنت يوسف الهاشمي، كما أسس أجدادة مدرسة علمية عام 1115هـ ، وقيل انها تأسست قبل ذلك بكثير في أوائل القرن 10هـ/ القرن 16م، الا ان جَدّه الشيخ محمد بن كمال قام بنقل تلك المدرسة في سنة 1194هـ/1780م ولذلك نسبت لة وسيمت بالمدرسة الكمالية، فتلقى الشيخ عبد الرحمن العلم في المدرسة الكمالية على يد عمه الشيخ زكريا بن يحيى بن محمد بن كمال الكمالي، ثم انتقل إلى الدراسة في المدرسة الرحمانية وتعلم هناك على يد شيخها عبد الرحمن بن يوسف الخالدي الملقب (بسلطان العلماء) ،ثم رحل إلى مكة المكرمة لطلب العلم ومكث فيها ما يقارب ال10 سنوات، ودرس لدى العديد من أئمة الحرم المكي، وأخذ العلم من أربعين شيخاً من المعروفين بالعلم الغزير في تخصصات عديدة ومتنوعة، وأبرز شيوخه في مكة إمام الحرم أبو شعيب الدكالي المغربي، فدرس لدية علوم الحديث والتفسير، قبل أن يعود إلى خصب، وكان الشيخ المغربي يولي الشيخ عبد الرحمن اهتماماً خاصً لما رأى فيه من نباهه وخلق كريم، وكذلك كان الشيخ عبد الرحمن يجله ويوقره، وقد ذكرة في قصيدته حيث قال في شيخه:
وَفي الغَـربِ مِـنْ أَتبَـاعِ مَـالِـكٍ الإمَـامُ          قَـوْمُ لَـهُـمْ ذُخْـرُ حَـديـــــثُ مُـحَمّـــــدِ
هُنَـالَـكَ شَـيـخـي الـمَـغْــرِبـيّ شُعَـيـبُ ا        لَذي كابنِ عَبْـدِ البَـرَّ في نَصْـر مُسْنَـدِ

## اعماله ودعوتة
عاد الشيخ إلى وطنه عمان (خصب) بعد رحلته العلمية، وكان يقوم بتدريس في خصب لاسيما في الفقه والتوحيد، بالإضافة إلى مساعد والده في إدارة المدرسة الكمالية فرع فلج القبائل، وبعد وفاة والده الشيخ أحمد بن يحيى تولى الشيخ عبد الرحمن إدارة المدرسة وذلك في عام (1348هـ/1929م) وكان يصطحب معه تلاميذه من خصب إلى فلج القبائل، حيث يأتي ليشرف على أوقاف المدرسة الكمالية، في  صحار و لوى و شناص ويستأنف التدريس بفلج القبائل وذلك في المدرسة الفقهية التي أنشأها والده، فيقوم بتعليم الراغبين من طلبة العلم مده إقامته الصيفية وهي فترة لا تقل عن 3 أشهر، وفي بعض الأحيان بقي مدة الصيف والشتاء لا يغادرها، وكذلك فقد كان يأخذ طلابه معه في رحلاته خارج عمان، فقبل فصل الشتاء كان الشيخ يمر على دبي فيقيم بها بعض الدروس حيث يلازمه بعض الطلبة الذين كان يصطحبهم معه في تجواله وغيرهم من أهل دبي، كما ان الناس في خصب يرجعون إليه بالفتاوي فكان يحيل فتاوي المعاملات كالطلاق والزواج والبيوع إلى ابنة عبد القادر الكمالي أو ابن عمة أحمد بن إبراهيم الكمالي، أما مسائل الـعقيدة وإلايمان والتوحيد والتفسير والحديث والسيرة فكان يتكلم بها بنفسه

### نشر مذهب السلف ومناظرهالأشاعرة:
انبرى له بعض علماء الأشاعرة للرد عليه والتحذير من عقيدته، فحصلت بينهم معارك كلامية فارتأوا ان يذهبوا إلى الشيخ المولوي وكان عنده إلمام بالعلوم العربية و علم الكلام، ولم يكن عالماُ بالفقه والحديث والتوحيد على مذهب السلف، فلما حضروا أظهروا اختلافهم في مسألة صفات الله سبحانه وتعالى، وخاصة صفة العلو والاستواء، الا ان الشيخ المولوي نصح الشيخ عبد الرحمن ومعارضيه بالانصراف عن الحروب الكلامية وقال الشيخ مولوي للشيخ عبد الرحمن: أرى أنك تسكت عن هذا البحث ولا تثيرهم عليك لانهم لا يفهمون كلام العلماء وهم كثيرون الآن والنزاع لا يجر إلى إلا ما يحمد عقباه، لكن المعارضين للشيخ ظنوا ان الشيخ المولوي حكم بتخطيء الشيخ عبد الرحمن، وانه استتابة عن هذه العقيدة ونشروا بين الناس بأن الشيخ المولوي دحض الشيخ عبد الرحمن وأبطل حججه، وفض عقيدته إلى أوهام باطلة، وفي نهاية الأمر اكرم الله تعالى الشيخ عبد الرحمن بأن اكثر معارضيه رجعوا وأثنوا عليه وأقروا بخطئهم، بل ووصل الأمر إلى ان ورث الشيخ مدراسهم واصبح قيماً على من بقي من الورثة.

### محاربتة للتنباك والتبغ:
انتشر التبغ والتنباك انتشار واسع في زمن الشيخ، ولم يكن معروفاً لدى الناس حكمها واضرارها، وكان الشيخ يشن هجمات على التنمباك والدخان، وكان يسميه المخزي ويبين للناس حكمه.
قيل ان رجل جادل الشيخ في حكم التنباك، والشيخ يبين له الحكم وهو لا يرضى بحكم الشيخ، حتى ظهر الغضب على الشيخ فاُخرِجَ الشخص، فلما هدأ الشيخ ادخلوه عليه قال له لماذا تماريني بتحريمه وقد حرم الله سبحانه وتعالى الخبائث وقد ظهر خبثة للناس، فخرج الرجل واقتنع بكلامه واعتذر للشيخ وانتهى عن القول بإن الدخان ليس بحرام.
و كان الشيخ يمتنع عن تأجير الأرض لمن يزرع الغليون أو التنباك ولا يمر بأراضيهم ولا يقبل دعوتهم، وكان للشيخ أرض استأجرها منه رجل وقام بزراعة التنباك بها، وعلم الشيخ بذلك فاسترجعها منه وأمر بوضع الشوك على غراس التنباك، ومنعهم من زراعة الأرض لمدة سنة أو أكثر وذلك لتطهير الأرض.
كما أن الشيخ اعطى رجلاً 100 روبية لكي يترك التنباك، وكانت ال100 روبية في ذلك الزمن ذو قيمة كبيرة، فقيل للشيخ تعطي رجلاً 100 روبية من اجل أن يترك التنباك، فقال الشيخ: (لأن يهدي الله بك رجلا واحدًا خير لك من حمر النَّعَمِ)، وعندما يصادف الشيخ في ترحاله باعة الغليون يقوم بشرائه منهم ويحرقه.
وقد سأل شخص من أهالي خصب الشيخ عن حكم التنمباك، فقال له الشيخ اتسأل للتسلية أم لتعرف الحكم، وإذا عرفت ذلك هل ستلتزم فقال نعم اسأله لديني، فقال له انه حرام فقام الرجل بتكسير آلة التدخين (الشيشة) وقال لأصحابه أن يلتزموا بما قاله الشيخ.

### تأويل الرؤى:
رأى احد تلاميذه أن الجبل يحارب الشيخ وتلاميذه وانهم لجأوا وان الرصاص كان ينتهي إليهم ولا يصيبهم إلا واحداً أصيب بقدميه، فعبر الشيخ هذه الرؤيا ان هذا وباءً ينزل بالبلاد وانه وتلاميذه يسلمون إلا واحداً يصاب وقد يشفا وبعد أقل من شهر انتشر الجدري واهلك الناس، وسلم الشيخ وتلاميذه إلا واحداً منهم أصيب وبعثة الشيخ إلى من يرعاه في عزلة بالجبل إلى أن شفي.
رأى احدهم في المنام ان الشيخ يلحقه بعصا وهو يفر منه، فاخبر الشيخ بما رأى فقال له اني أخاف عليكم عذاب الآخرة كما أخاف على ولدي، ومن المعروف ان الشيخ يحرم الدخان، فترك الرجل الدخان وتاب إلى الله.
رأى الشيخ عبد الرحمن الكمالي والده في المنام وقال له لقد أطلت علينا واشتقنا إليك، فأول الشيخ ذلك بان منيته قد اقتربت، وبالفعل بعد أسبوعين من رؤيته توفي الشيخ.
قام مجموعة من الأشخاص بكتابة قصيدة ينتقصون بها من الإمام أحمد بن حنبل رحمه الله ومن مذهبه في الاعتقاد، فتألم الشيخ عبد الرحمن الكمالي من هذا الأمر تألماً شديداً، حتى نام في ليلة فرأى الرسول صلى الله عليه وسلم، وإذا به يأمره أن يرد على تلك القصيدة، فعرض الشيخ عبد الرحمن على الرسول صلى الله عليه وسلم أسماءً للرد، والرسول صلى الله عليه وسلم لا يوافق عليها، إلى أن عرض عليه اسم الشيخ حبيب آل غريب فوافق عليه، فلما استيقظ الشيخ من نومه ذهب مسرعاً إلى بيت الشيخ حبيب آل غريب يطلب منه الرد، فرد عليه الشيخ حبيب: كيف أرد عليهم؟ فأخبره الشيخ عبد الرحمن بقصة الرؤيا، فتوضأ الشيخ حبيب فصلى، ثم اخذ يكتب الرد، فما طلع الفجر إلا وقد كتب مئات الأبيات.

### كرامات:
ذكر الكثير ممن عاصروا الشيخ انهم شهدوا العديد من الكرامات للشيخ.
كان للشيخ جار وكان مبتلاً بالتنباك، فمرض ونحل وخشي الموت، فطلب من الشيخ ان يدعو له بالشفاء، فشرط عليه ان يتوب و يترك التنباك فقبل الرجل بذلك فشفي، وبعد فتره من الزمان عاد لاستخدام التنباك فعاوده المرض باشد من ما سبق وشارف على الهلاك، فأرسل إلى الشيخ ليدعو له مرة أخرى ويناشده حتى توثق منه بعدم رجوعه لتنباك مرة أخرى، فدعاء له بالشفاء وعاش بعدها عمراً مديداً ولما يرجع لتنباك مرة أخرى.
طلب رجل من الشيخ أن يدعو له أن يترك الشيشة، فدعاء له الشيخ وقرأ في كأس الماء فشربة الرجل، فقال الرجل أنه يقسم بالله بإنه كره الغليون وكانت توبته بعد ذلك، و يقول فضل الشيخ علي عظيم.
ذكر احد أهالي منطقة خصب ان امرأة مات جنينها في بطنها، و في تلك الحقبة الزمنية لم يكن بالمنطقة وسائل طبية متطورة من أجل استخراج الجنين الميت، كما وبدئ الجنين بالتعفن وفي هذه الحالة تموت المرأة مع الجنين بسبب عدم وجود قوة لدفع الجنين للخارج مع تعفنه في الجسم، الا أن احد أهالي المنطقة اخبر الشيخ وطلب منه الدعاء لها، فقرأ الشيخ بكأس الماء وطلب ان تشرب منه ودعاء لها، فما لبثت الا ساعات معدودة حتى سقط الجنين من تلقاء نفسة.

## علاقته بسلاطين وحكام الخليج
كانت تربطه صلة علاقة بالسلطان تيمور بن فيصل البوسعيدي  (سلطان عُمان ومسقط 1913 إلى 1932 م)، كما صدر نص سلطاني من والي صحار السيد حمد بن فيصل بن تركي البوسعيدي وتضمن اعفاء المدرسة الكمالية من الضرائب وجاء فيه:

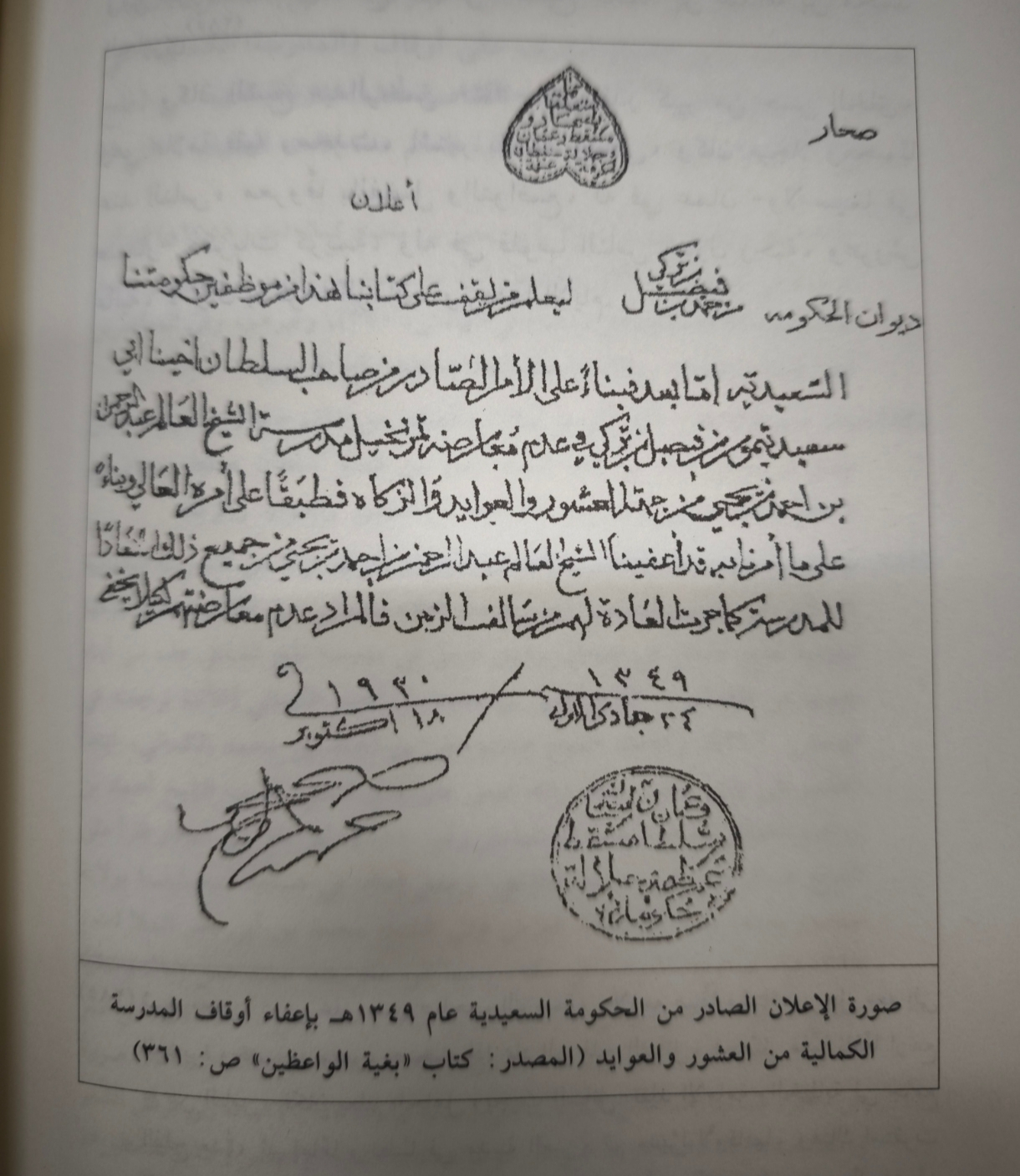
وثيقة اعفاء المدرسة الكمالية من الضرائب في صحار 1349هـ / 1930م

((من حمد بن فيصل بن تركي، ليعلم من يقف على كتابـنا هذا من موظفي حكومتنا السعيدية. أما بعد فبناء على الأمر الصادر من صاحب السلطان أخينا، أبي سعيد تيمور بن فيصل بن تركي، في عدم معارضة تمر نخيل مدرسة الشيخ العالم عبد الرحمن بن أحمد بن يحيى من جهة العشور والعوائد والزكاة، فطبقا على أمره العالي، وبناء على ما أمرنا به، قد أعفينا الشيخ العالم عبد الرحمن بن أحمد بن يحيى، من جميع ذلك، إسعاداً للمدرسة، كما جرت العادة لهم من سالف الزمن، 26 جمادى الأول سنة 1349 هـ - 18 أكتوبر 1930 م)).
وكان على صلة مع الشيخ سعيد بن مكتوم آل مكتوم (حاكم دبي 1912 إلى 1958 م) حيث كان يجالسه عند زيارته لدبي وكذلك في الجادي، كما أن الشيخ سعيد أهدى الشيخ عبد الرحمن سلاح ناري(فرد)، وكان ذا قيمة نادرة، وذلك لسهولة التنقل به وصغر حجمه مقارنة بالبنادق الشائعة في تلك الحقبة، وكان الشيخ عبد الرحمن يحمل هذا السلاح معه في بعض رحلاته.
وكذلك ذُكر ان الشيخ عبد الرحمن التقى بالملك عبد العزيز آل سعود في مكة المكرمة (ملك السعودية 1932 إلى 1953) و اهداه نسخة من منظومته (شهود الحق في إثبات ذات وصفات خالق الخلق).
ويذكر كذلك ان حاكم الكويت في تلك الحقبة طلب من الشيخ عبد الرحمن الكمالي تولي القضاء لكنه اعتذر عن ذلك لارتباطه بمدرسة والده في صحار.

## ترحاله
كان كثير الترحال بين عدد من مدن الخليج العربي، ما بين خصب وصحار وفلج القبائل، ودبي والشارقة وعجمان و رأس الخيمة، والكويت والأحساء وجزيرة القسم، كما انه درس في مكة المكرمة ما يقارب ال 10 سنوات.
خصب: تعد خصب المقر الأساسي للشيخ وفيها املاكه ونخيله، وموطن أبنائه واحفاده من بعده، وكان أهل خصب يقدرونة كثيراً، إذ اعتادوا إغلاق محالّهم عند قدومه، ويتجهون للاستماع إليه، كما كانوا يدعونه إلى مجالسهم ومنازلهم، ويوجد لعائلته في خصب أملاك منذ عهد الأجداد، اذا ان جَدّه الشيخ عبد الرحمن الحجازي سكن في بلدة بخا سنين عديدة.
صحار: كان يدير المدرسة الكمالية في فلج القبائل، بالإضافة إلى علاقته بأعيان ولاية صحار.
دبي: كان ينزل عند تلميذة الشيخ محمد توفيق الخوري، ويزور أعيان الإمارة، أمثال الشيخ محمد بن أحمد بن دلموك والحاج راشد أحمد لوتاه، وفي جميرا كان يزور تلميذة وزوج ابنته الشيخ حبيب آل غريب، (كما ذكر الشيخ محمد علي سلطان العلماء انه تشرف بالشيخ عبد الرحمن الكمالي في دبي) وكانت له صلة بالشيخ سعيد بن مكتوم آل مكتوم كذلك.
الشارقة: يزور صديقة الشيخ علي بن محمد بن محمود بن سالم آل محمود، فإذا زار الشارقة قادماً من دبي نزل عنده، وكان يحرص على زيارة أسرة آل مجرن الكرام في الشارقة كذلك.
الكويت: فعند قدومه للكويت يزور زوج حفيدته وتلميذة الشيخ عبد الرحمن بن أحمد بن محمد الكمالي (امام مسجد الجهراء القديم)،وكان حريص على زيارة زميله بالدراسة في مكة المكرمة، علامة الكويت الشيخ يوسف بن عيسى القناعي، كما ان اهل الجهراء كانوا يستقبلونه بالترحاب والكرم، ويجتمعون بعد صلاة الفجر عنده ليستمعوا إلى حديثه، ويطلبون منه الدعاء والرقية الشرعية، كما كان يزور آهالي خصب الذين يعملون في الكويت، ذكر احد أهالي خصب وكان يعمل بالكويت، أن الشيخ يترك دعوة التجار له ويأتي للسكن عندهم، وكانوا يسكنون في حجر بسيطة فيأكل ويجلس معهم ويقول طعامكم احل.
الأحساء:كان ينزل عند آل الملا، ومنهم الشيخ أبو بكر بن عبد الله بن أبو بكر الملا وغيرهم من شيوخ قبيلة آل الملا.

## ما قيل عنه
قال عنه شيخه أبو شعيب الدكالي المغربي: الشيخ الطيار فاعترض أحد تلاميذ الشيخ شعيب قال له لما لقبته بالشيخ الطيار فقال لان ذكره سيطير بالأمصار
قال عنه مفتي عٌمان السابق الإمام محمد بن عبد الله بن سعيد الخليلي: الشيخ عبد الرحمن الكمالي، ليس من علماء هذا العصر، إنما من البقية الباقية من علماء السلف الصالح.
قال عنه تلميذة (مدير أوقاف العين السابق في دولة الإمارات العربية المتحدة) الشيخ محمد بن عبد الله الجابري: كان الشيخ عبد الرحمن زاهداً يعيش عيشة البسطاء، وكان متصفاً بالجود والكرم والسخاء، ورجل إصلاح وعفو وصفح ويشجع الناس إلى هذه الأخلاق الحسنة.
قال عنه احد أعيان تجار دبي الحاج راشد أحمد لوتاه: من كبار علماء المنطقة الذين عاصرتهم الشيخ عبد الرحمن بن أحمد الكمالي، وهو معمر ومؤرخ وكان يتنقل ما بين عجمان و الشارقة و الباطنة و دبي حيث يقيم عند الشيخ حبيب آل غريب(زوج ابنته) في الجميرا، ومهما قلت في هذا الرجل فإني لا أوفي خمسة في المئة من صفاته وقدراتة وخدماتة الجليلة للمجتمع الإسلامي عامة وفي الخليج خاصة، ولكنه غني عن التعريف وله مؤلفات، ولازلت أحتفظ ببعض منها، وقد افتتح مدارسة عديدة على حسابه الخاص، وهو موصوف عند الجميع بالورع والتقي والزهد والكرم والعلم، وكان يدرس بنفسه الفقه والحديث ومختلف علوم الدين والتاريخ.
وصفة الشيخ الشاعر عبد الله الخزرجي بقصيدة فقال:
إلى أن قال:
وفي قصيدة أخرى:
وصفة تلميذة الشيخ الشاعر حبيب آل غريب بقصيدة مطولة أرسلها له من منطقة جميرا (دبي) فقال فيها:
الى أن قال:
فكان جواب الشيخ عبد الرحمن له:

## تلاميذه
ابنة: الشيخ عبد القادر بن عبد الرحمن  الكمالي
قاضي خصب: الشيخ أحمد بن إبراهيم بن يحيى الكمالي
الشاعر: الشيخ حبيب بن أحمد بن محمد آل غريب
مدير أوقاف العين السابق: الشيخ محمد بن عبد الله الجابري
قاضي بخاء: الشيخ محمد بن محفوظ آل شيخ حسن الخزرجي
قاضي بخاء وخصب: الشيخ يحيى بن محمد بن أحمد الكمالي
أمام مسجد الجهراء القديم: الشيخ عبد الرحمن بن أحمد بن محمد الكمالي
شيخ بني سعد في ولاية صحار: الشيخ محمد بن عبد الله السعدي
إمام وخطيب صحار: الشيخ عبد الجليل بن محمد المرشدي
فقيه صحار: الشيخ محمد بن عبدالله المرشدي
الشيخ: حمد بن سنان بن مفتاح الغيثي

## مؤلفاته
منظومة شهود الحق في إثبات ذات وصفات خالق الخلق 618 بيتاً.
وتولى تلميذة: محمد رشاد محمد صالح إسماعيل زادة شرح أبيات المنظومة بتفصيل دقيق بكتاب اسماه (شهود الحق في إثبات ذات وصفات خالق الخلق ومعها القول الحق) وتولى كتابة مقدمة الكتاب الشيخ أحمد بن حجر رئيس قضاة المحكمة الشرعية في قطر، و ركزت المنظومة على دحض مذاهب الأشاعرة والجهمية والباطنية والمعتزلة والقدرية، وذلك في تأويل الصفات الإلهية والخلاف في مسائل العقيدة وغيرها من مخالفات، كما والحق هذه الدالية بمنظومة أخرى يقال لها:
خاتمة الدالية وعدد أبياتها 156 بيتاً.
قصيدة الشهداء.
نظمها إثر مشاهدته لبعض شهداء بغداد الذين قتلوا في فتح العراق وفارس أيام خلافة أمير المؤمنين عمر بن الخطاب رضي الله عنه، اذ رأهم رحمة الله مع جمهور من المسلمين وغيرهم، وذلك إثر إخراج المياه لجثثهم وكانت اجسامهم طريقه، بعد تلك القرون وكأنما قتلوا في تلك الساعة.
منظومتا في أسماء الله الحسنى وشروطها.
لامية قالها وفاقاً لمذهب السلف الصالح.
مخطوط في التوحيد

## نموذج من شعره
نموذج من لامية الشيخ عبد الرحمن الكمالي وعدد أبياتها أكثر من 100:

## قصائد كتبت لدفاع عن الشيخ
كتب الشيخ قاسم الجسمي قصيدة للتحذير من منظومة شهود الحق لناظمها الشيخ عبد الرحمن الكمالي.
وجاء بمطلع قصيدة الشيخ قاسم الجسمي:
سبب تلقيب الجهمية لأهل السنة بالحشوية أن الإيمان عندهم نفي الصفات فمن لم يتصف بوصفهم فليس له من العلم والإيمان إلا اسمهما ولا من الحقائق إلا رسمها فأهل السنة لما كانوا يثبتون لله صفات الكمال سموهم حشوية يعني أنهم حشو، وجهال الجهمية يتوهمون أن أهل السنة يعتقدون أن البارئ في جوف السماوات والأرض وأنه حشوها وهذا غاية ما يكون من الجهل إذ لم يقل بهذه المقالة أحد من الناس وأبعد الناس عنها أهل السنة والجماعة.
وقد انبرى له الشيخ عبد الله الخزرجي ورد عليه بقصيدة تتضمن قرابة 300 بيت جاء بمطلعها:
كما كتب الشيخ عبد الله الخزرجي قصيدة أخرى يثني بها على منظومة شهود الحق و جاء بمطلعها:
كتب الشيخ حبيب آل غريب قصيدة دفاعَ عن لامية الشيخ عبد الرحمن الكمالي
وجاء بمطلعها:

## وفاته
رأى الشيخ عبد الرحمن الكمالي والده في المنام، وقال له لقد أطلت علينا واشتقنا إليك، فعرف ان منيته قريبة فتوفي بعد تلك الرؤية بأسبوعين، سنة 1959 م 1378هـ وذلك في يوم الجمعة بعد صلاة العصر، حيث افاد البعض ان الشيخ دعاء ان يتوفى يوم الجمعة في فترة العصر، وتوفي بمصلاة في حجرة المسجد، اخر ما نطق به الشيخ قبل موتة: ﴿لَقَدْ جَاءَكُمْ رَسُولٌ مِّنْ أَنفُسِكُمْ عَزِيزٌ عَلَيْهِ مَا عَنِتُّمْ حَرِيصٌ عَلَيْكُم بِالْمُؤْمِنِينَ رَؤُوفٌ رَّحِيمٌ 128 فَإِن تَوَلَّوْا فَقُلْ حَسْبِيَ اللَّهُ لا إِلَهَ إِلاَّ هُوَ عَلَيْهِ تَوَكَّلْتُ وَهُوَ رَبُّ الْعَرْشِ الْعَظِيمِ129﴾ (التوبة:128-129)

## رثاؤه
رثاه عدد من تلاميذه ومعارفه كما رثاه تلميذه الشيخ: محمد شريف بن شعيب الصالحي (صاحب المدرسة الصالحية) وجاء في رثاءه:

## وصلات خارجية
ندوة من أعلامنا على اليوتيوب للشيخ الفقيه عبد الرحمن الكمالي (2019) عُمان (مسندم)
كتاب شهود الحق في إثبات ذات وصفات خالق الخلق ومعها القول الحق في شرح منظومة شهود الحق